# Spock (moteur de recherche)
 (novembre 2023).
iSearch, anciennement Spock, est un moteur de recherche dont le but est d’indexer les gens. Fondé en 2006 par Jay Bhatti et Jaideep Singh, il a indexé plus de 100 millions de personnes, ce qui représente plus d’1,5 milliard d’enregistrements de données. Ces données proviennent de sources publiques, avec entre autres LinkedIn, Myspace, Friendster, Wikipédia, etc. L’entreprise affirme que « 30 % des recherches effectuées sur le web ont pour but de trouver des informations concernant des personnes ».